# Ion Oroveanu
Ion Oroveanu (n. 16 aprilie 1927, Deva, Hunedoara, România – d. 30 august 2014, Paris, Franța) a fost un scenograf român de teatru și film. A realizat decorurile și costumele actorilor pentru filme de referință ale cinematografiei românești precum De-aș fi... Harap Alb (1965) sau Steaua fără nume (1966).

## Biografie
S-a născut pe 16 aprilie 1927, în orașul Deva. A lucrat ca scenograf de teatru și film, contribuind la realizarea filmelor Anotimpuri (1964), De-aș fi... Harap Alb (1965), Steaua fără nume (1966) și Zodia Fecioarei (1967).
Criticul Călin Căliman a lăudat decorurile somptuoase și baroce create de Ion Oroveanu pentru filmul De-aș fi... Harap Alb. De altfel, Ion Oroveanu a primit premiul pentru scenografie la Festivalul Național al Filmului de la Mamaia (1965).
Ion Oroveanu s-a stabilit apoi în străinătate. A fost căsătorit cu prințesa Manuela Leon Ghika.

## Filmografie

### Scenograf
- Anotimpuri (1964) - în colaborare cu Zoltan Szabo
- De-aș fi... Harap Alb (1965)
- Steaua fără nume (1966)
- Zodia Fecioarei (1967)
- Eu sunt Adam! (1996)
- Omul zilei (1997) – art director
- Second Hand (2005)

### Creator de costume
- De-aș fi... Harap Alb (1965)
- Steaua fără nume (1966)
- Regizorul (1968)

## Premii și distincții
Pentru activitatea sa artistică, scenograful Ion Oroveanu a primit următoarele premii:
- Premiul pentru scenografie la Festivalul Național al Filmului de la Mamaia (1965)[3] și
- Premiul pentru scenografie al Uniunii Cineaștilor din România (UCIN) (1996-1997) pentru decorurile filmului Eu sunt Adam....[4]

A fost decorat, de asemenea, cu:
- Ordinul Meritul Cultural clasa a IV-a (6 noiembrie 1967) „pentru merite deosebite în domeniul artei dramatice”[5]